# Jarno Widar
Jarno Widar (Hasselt, 13 november 2005) is een Belgische wielrenner.

## Carrière
Bij de junioren was Widar een van de beste wielrenners van zijn generatie. In maart 2022 won de jonge Belg Junior Nokere Koerse in een sprint met drie. In mei eindigde hij vierde in het Belgisch kampioenschap voor junioren. Twee maanden later was de eerstejaars junior de winnaar in de Grand Prix Général Patton. Hij sloot zijn jaar mooi af met ritwinst in de tweede etappe van La Philippe Gilbert.
In 2023 won Widar veertien wedstrijden in zijn laatste jaar bij de junioren. Eind februari haalde hij met bijna twee minuten voorsprong  Kuurne-Brussel-Kuurne voor junioren binnen. Een maand later won hij de slotetappe en het eindklassement van de Tour du Bocage et de l'Ernée 53. In mei en juni won Widar achtereenvolgens de Ronde van Vlaanderen voor Junioren, het Belgisch kampioenschap op de weg bij de junioren en de Classique des Alpes voor junioren. Eind augustus zette de jonge Belg zijn zegetocht voort met overwinningen in de Trofeo Emilio Paganessi en twee ritten in de Giro della Lunigiana. Aan het einde van het seizoen won hij het eindklassement van de La Philippe Gilbert dankzij zijn succes in de laatste etappe.
In 2024 won Widar bij de elite de Alpes Isère Tour en de Ronde Van Limburg. Verder eindigde hij als tweede in de Ronde van de Isard en de Ardense Pijl. Bij de beloften won de jonge Belg op 11 juni de eerste bergetappe op de Turijnse hoogvlakte Pian della Mussa in de Giro Next Gen van 2024, waarmee hij de leiding in het algemeen klassement nam. Drie dagen later zette Widar zijn roze leiderstrui luister bij met een tweede overwinning in de koninginnenrit op een aankomst bergop in het gehucht Fosse (Enego), Vicenza. Op 16 juni werd het 18-jarige toptalent de eerste Belgische eindwinnaar in de Ronde van Italië voor beloften.
In 2025 startte Widar als topfavoriet aan de Giro d'Italia Next Gen, waar hij de eerste renner kon worden die de wedstrijd tweemaal op rij won. In de derde etappe, met aankomst op de Passo del Maniva, was hij de beste klimmer en nam hij het roze over van zijn landgenoot Jonathan Vervenne. Twee dagen later raakte hij zijn leiderstrui kwijt aan Luke Tuckwell. In de voorlaatste etappe kwam Widar ten val en verloor hij meer dan 25 minuten op winnaar Pavel Novák. Een dag later stapte Widar niet meer op. Een kleine maand later maakte hij in de Ronde van het Aostadal zijn rentree. In de derde etappe, met aankomst op de Grote Sint-Bernhardpas, kwam hij met een voorsprong van bijna twee minuten op de nummer twee als eerste over de finish. Door zijn overwinning nam hij de leiderstrui over van Filippo Agostinacchio, die de openingsrit had gewonnen.

## Palmares

### Junioren
2022
Nokere Koerse
Grand Prix Général Patton
2e etappe La Philippe Gilbert
Lenteprijs Mazenzele
Escanafles
Grand Prix Ernest Beco
2023
Kuurne-Brussel-Kuurne
3e etappe Tour du Bocage et de l'Ernée 53
Eind- en bergklassement Tour du Bocage et de l'Ernée 53
Bergklassement Vredeskoers
Ronde van Vlaanderen
 Belgisch kampioen op de weg
Alpenklassieker
Limburgse Pijl
Trofeo Emilio Paganessi
1e etappe (deel A en B) Giro della Lunigiana
Punten- en bergklassement Giro della Lunigiana
Grand Prix Ernest Beco
2e etappe La Philippe Gilbert
Eindklassement La Philippe Gilbert

### Beloften
2024
Ronde van Limburg
Jongerenklassement Ronde van de Isard
Eind- en jongerenklassement Alpes Isère Tour
3e en 6e etappe Giro d'Italia Next Gen
Eind- en jongerenklassement Giro d'Italia Next Gen
4e etappe Ronde van het Aostadal
Eind- en jongerenklassement Ronde van het Aostadal
2025
3e etappe Circuit des Ardennes
Jongerenklassement Circuit des Ardennes
Luik-Bastenaken-Luik
Ardense Pijl
2e etappe Ronde van de Isard
Eind-, punten- en jongerenklassement Ronde van de Isard
3e etappe Giro d'Italia Next Gen
3e, 4e en 5e etappe Ronde van het Aostadal
Eind-, punten- en bergklassement Ronde van het Aostadal

## Onderscheidingen
Belofte van het jaar: 2024

## Ploegen
- 2024 –  Lotto Dstny Development Team
- 2025 –  Lotto Development Team